# Sandokai
Cāntóngqì (參同契), o Sandokai, como se pronuncia en japonés y se ha popularizado en occidente, es un poema compuesto por el maestro Chan (zen) Shitou Xiqian (石頭希遷, pronunciado en japonés Sekitō Kisen, 700-790). Shitou nació en Guangdong, en el sur de China, y a los doce años se convirtió en discípulo del sexto patriarca Chan (zen) Huineng.
El texto está compuesto por 228 caracteres chinos, 44 líneas de 5 caracteres cada una. Es una de las principales fuentes utilizadas en el zen, especialmente en la escuela Sōtō. Su título es idéntico a un texto de alquimia Taoísta del siglo II que se basa en la cosmología del I Ching y en conceptos propios de la filosofía china. Con respecto a este punto, el maestro zen Shunryu Suzuki dice "¿Cuál es la diferencia entre las enseñanzas taoístas y las enseñanzas budistas? Hay muchas similitudes. Cuando un budista las lee, es un texto budista; cuando un taoísta lo lee, en un texto taoísta. Sin embargo es la misma cosa.[Es similar a] cuando un budista come un vegetal, es una comida budista; cuando un vegetariano la come, es comida vegetariana. Pero sigue siendo sólo comida". En la trasmisión del dharma, el reconocimiento del discípulo como un sucesor legítimo por parte del maestro, este da al discípulo una enseñanza privada sobre el Sandokai y el Hokyo Zan Mai.
El título está compuesto de tres caracteres, y puede traducirse de diferentes maneras. Deshimaru dice que San hace referencia a los fenómenos y a la diferenciación dualista, Do refiere a la esencia o vacuidad (Ku en japonés) y Kai es la síntesis de los dos términos anteriores; es la interpenetración mutua de uno y otro dominio. Por otro lado Stephen Addiss lo traduce como "Armonía de la diferencia y la igualdad", haciendo énfasis en que el poema expone oposiciones comunes en el pensamiento del no iniciado (luz-oscuridad, los elementos de la naturaleza, los sentidos de las personas, etc.) y cómo éstas se resuelven en la mente iluminada.